# M151
El M151 Military Utility Tactical Truck (MUTT) es un vehículo militar de 1/4 ton desarrollado por Ford Motor Company para reemplazar al jeep utilizado durante la guerra de Corea, el M38/M38A1.

## Historia
En 1951, ante una solicitud del comando general del Ejército de Estados Unidos por un vehículo ligero, capaz de suceder al Willis M38 en el servicio, la Ford Motor Company se adjudicó el contrato para el diseño de un vehículo de tracción 4x4, de capacidad de carga de 2,5 t y con un peso de menos de 1000 kg; el proyecto sería designado como "Vehículo Táctico de Carga Militar" (de ahí el acrónimo con el que se conoce también, MUTT), el cual sería fabricado para sustituir a los modelos M38 y M38A1. El M151 "MUTT" fue desarrollado con el asesoramiento del Comando del Cuerpo de Ordenanzas de Automotores y Camiones del Ejército de EE. UU. Su diseño comenzó en 1951, pasó varias pruebas, siendo construidos varios prototipos durante la mayor parte de la década de los cincuenta. Aunque el M151 fue desarrollado y producido inicialmente por Ford, los contratos de producción para las variantes posteriores, como el M151A2 también fueron construidos por Kaiser Motors y AM General Corp.
Su producción se inicia en el año de 1959, siendo también asignada a las firmas AM General y Kaiser Motors, que con el transcurrir del tiempo, se fusionaron y/o serían adquiridos por AMC. El primer conflicto en el que participó fue en la guerra de Vietnam estando activo en los Marines de Estados Unidos hasta 1990. Aún es usado por el Ejército de Estados Unidos como vehículo de asalto rápido, pero en el inventario oficial han sido reemplazados por los vehículos tipo Humvee.

## Características

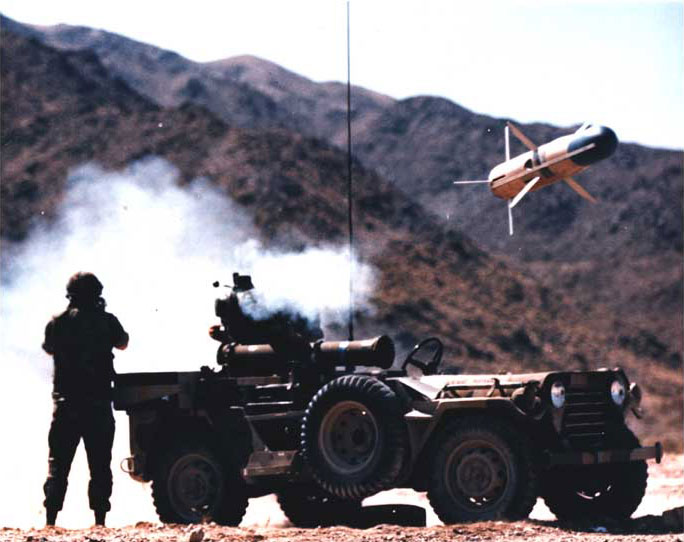
Misil TOW siendo disparado desde un M-151.

El vehículo tiene carrocería unificada; chasis y carrocería forman un núcleo rígido de acero. Tiene capacidad para cuatro pasajeros y una autonomía de 482 km. Debido a restricciones de marca, tampoco posee las 7 barras verticales en la parrilla, características del Jeep, sino que éstas son dispuestas de manera horizontal.

## Variantes
- M151 (1960) - Versión inicial. Debido a su diseño de la suspensión trasera tenía una peligrosa tendencia a un volcamiento accidental cuando era acorralado de forma agresiva, especialmente por muchos conductores inconscientes con los que compartía vía. Los resortes helicoidales y sus ejes de suspensión oscilante en la parte trasera, similar en diseño a la suspensión trasera del VW Escarabajo Kubelwagen, podrían dar lugar a grandes cambios en la rueda trasera comba, haciendo que se causara un sobreviraje drástico y un posterior vuelco.

- M151A1 (1964) - Segunda versión con pequeños cambios en la suspensión trasera, en su mayoría, destinados a permitir que el vehículo pudiera llevar cargas más pesadas. La adición de señales de giro a las defensas delanteras, y con lo esencial dentro de la gran modificación hecha a la suspensión trasera en cuanto a modificaciones menores, con lo que se mantuvo sin alteraciones notorias, lo mismo se aplicó a sus problemas de manejo en curvas.
- M151A1C - El "M151A1C" está equipado con un cañón sin retroceso de calibre 106 mm, montado sobre un pedestal de afuste adaptado. Es capaz de llevar seis cargas de munición para el arma y sus herramientas de mantenimiento. La cabina, además del conductor, ofrece un gran espacio para dos hombres. Tiene una autonomía de 442 kilómetros (275 mi).

- M151A1D - Variante nuclear táctica. Este fue un "M151A1C" modificado para montar la munición de demolición atómica Davy Crockett, en paralelo con el desarrollo de un "M38A1", con el que compartía el mismo equipamiento de otros vehículos tácticos similares.

- M718 - Variante tipo ambulancia que contó con una extensión trasera en su chasis para permitir el transporte de heridos, desperdicios y otro tipo de cargas mediante una carrocería adicional.

- M151A2 (1970) - El "A2" cuenta con una suspensión trasera significativamente mejorada y revisada, en gran medida a que la seguridad en los giros en curvas a altas velocidades daban curso a accidentes de rápida sucesión. El MUTT ahora tenía una suspensión de brazos comparable en desempeño a la de coches de los ochenta de la gama premium, como los que tenían coches alemanes como los BMW. Otras mejoras menores, como luces direccionales mejoradas fueron añadidas. Para diferenciar al A2 de versiones previas se puede identificar por las grandes luces de indicación de giro con sus luces frontales, ambas ubicadas en los guardabarros delanteros, que también habían sido modificados para montar dichas farolas, en comparación con las variantes previas del A1, que las que tenía adosadas al frontal de su parrilla.

- M718A1 - Versión ambulancia.

- M825 - Variante con un cañón sin retroceso M40, del calibre 106 mm; montado en la parte trasera.

- M151A2 FAV - Variante de asalto táctico. Dos variantes del Cuerpo de Infantería de los Estados Unidos, una empleada en la 82va División Aerotransportada de la Infantería de Marina, y otra variante de uso en las fuerzas especiales, con modificaciones consistentes principalmente en barras antivuelco y un número de armas y de diferentes soportes para las mismas, más cajas de almacenamiento y nuevos conjuntos de iluminación.

- M151A2-TOW - Puesto de control en avanzada, con un sistema de lanzamiento para misiles "TOW", con sistemas y equipos de seguimiento óptico, de uso antitanque, versión en uso en Colombia.

- M1051 - Vehículo de bomberos, variante que vio uso exclusivamente en la Infantería de Marina de los Estados Unidos.

- MRC108 - Variante de control de avanzada aérea, con equipos de comunicación multibanda.

## Usuarios

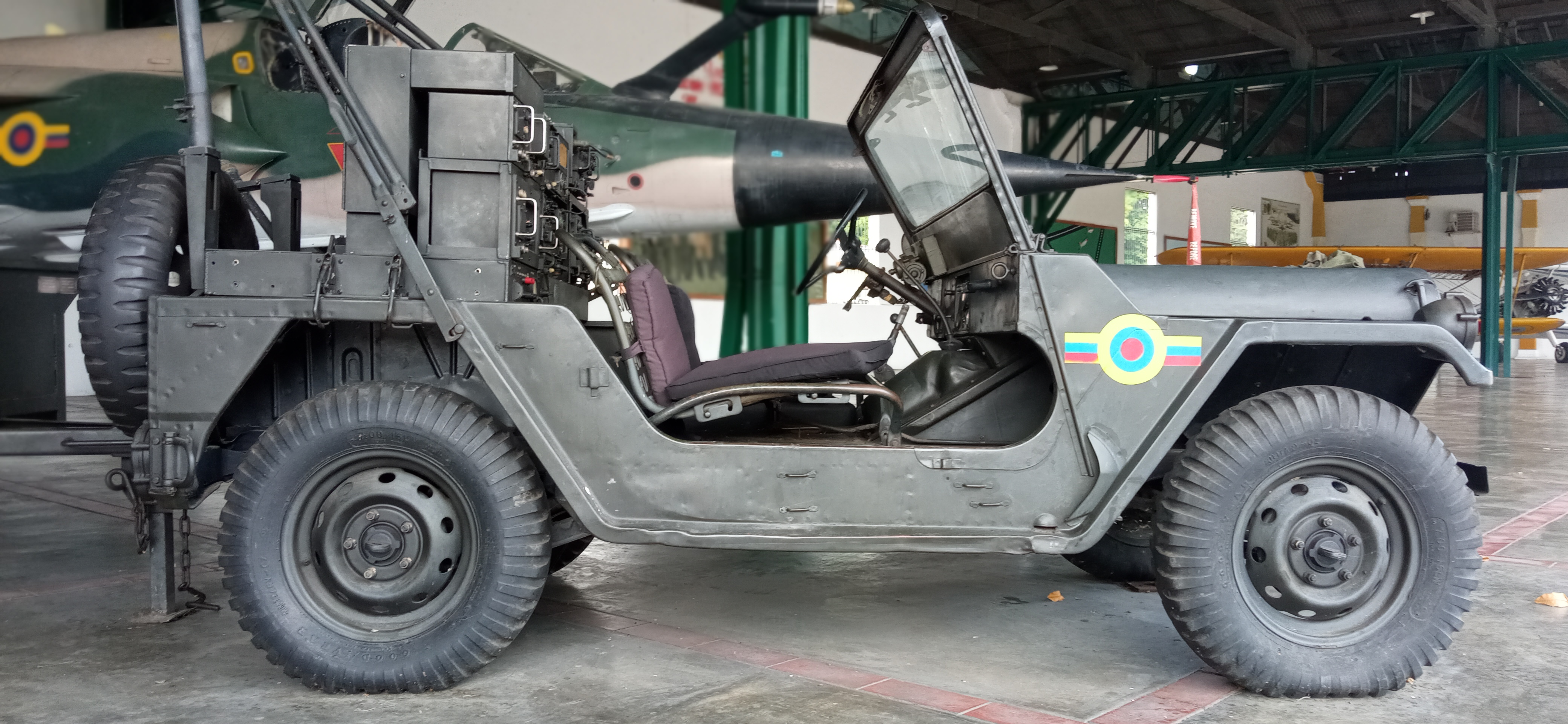
M151 ubicado en el Museo Aeronáutico de Maracay, Venezuela

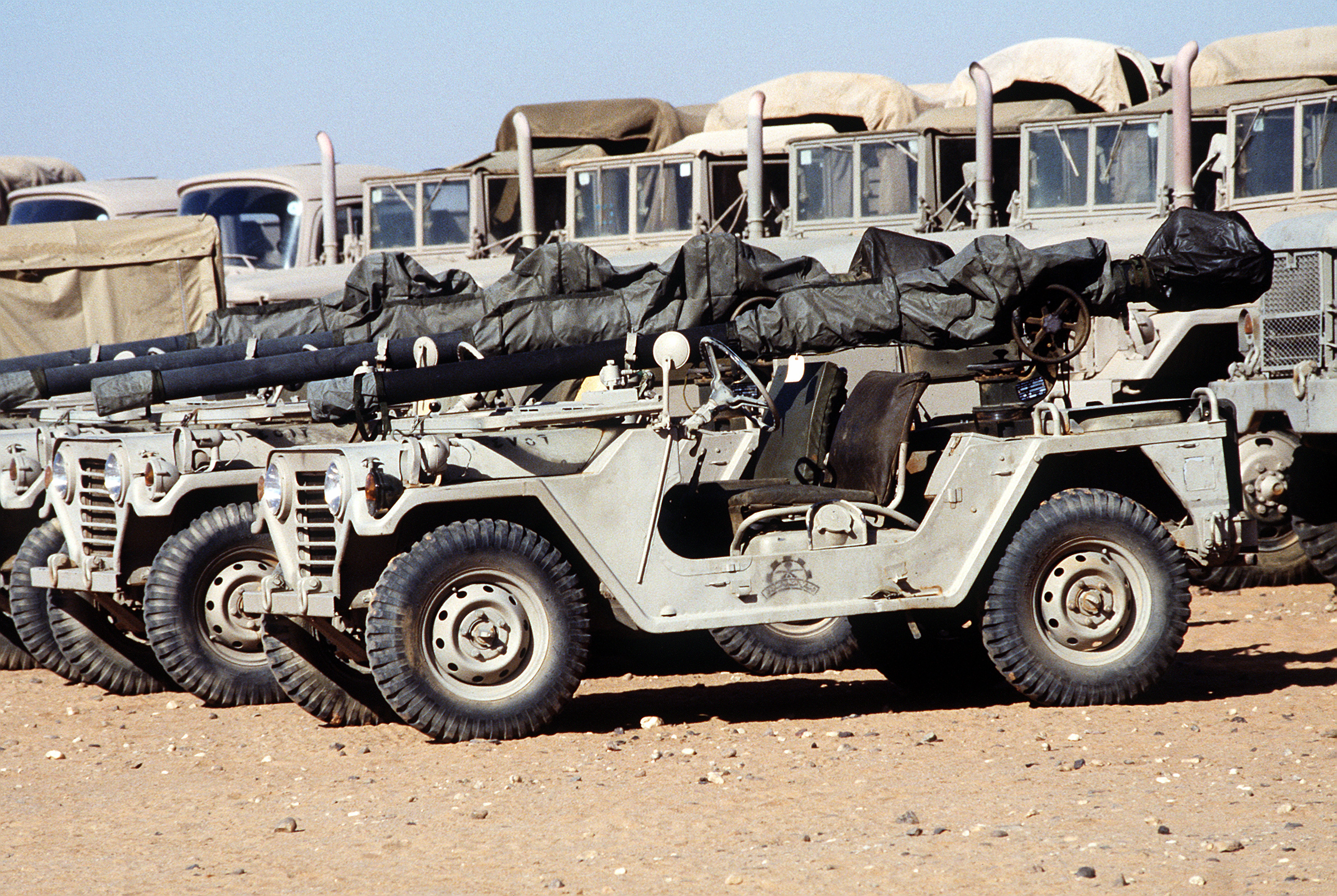
M151 en Arabia Saudí.

El M151 fue adquirido y/o usado por los ejércitos de las siguientes naciones:
- Estados Unidos
- Arabia Saudita
- Argentina
- Canadá
- Puerto Rico (USA)
- Sudáfrica
- Australia
- Nueva Zelanda
- Puerto Rico
- Alemania
- Francia
- Marruecos
- Fiyi
- Islas Caimán
- Islas Malvinas
- Jamaica
- Islas Turcas y Caicos
- Bahamas
- Trinidad y Tobago
- Guyana
- Surinam
- Granada
- Yemen
- Chile
- Colombia
- Brasil
- Dinamarca
- Baréin
- Países Bajos
- Grecia
- Luxemburgo
- Singapur
- Etiopía
- Liberia
- Sierra Leona
- Turquía
- Túnez
- Libia
- Somalia
- Ghana
- Chad
- Senegal
- Camerún
- España
- Portugal
- Filipinas
- Indonesia
- Egipto
- Israel
- Jordania
- Kuwait
- Italia
- Líbano
- México
- Pakistán
- Perú
- Reino Unido
- República Dominicana
- Guatemala
- El Salvador
- Honduras
- Paraguay
- Suiza
- Uruguay
- Panamá
- Tailandia
- Corea del Sur
- Taiwán
- Reino de Camboya
- República Jemer
- Zaire
- Sudán
- Bolivia
- Venezuela
- Vietnam del Sur
- Reino de Laos
- Cuba
- Islas Vírgenes de los Estados Unidos
- Islas Vírgenes Británicas
- Guayana Francesa (Francia)
- Francia de ultramar

## Servicio
Su primera puesta en servicio sucede en la guerra de Vietnam, allí el MUTT desempeñó un papel activo en las operaciones militares estadounidenses hasta bien entrada la década de 1980, cuando fue sustituido en favor del Humvee. A pesar de su reemplazo oficial, el M151 tiene algunas ventajas sobre su sucesor; que es mucho más grande y más pesado, como la de ser suficientemente pequeño como para poderse transportar dentro de un helicóptero de transporte pesado CH-53. Esta flexibilidad es una de las razones por la que el Cuerpo de Marines de Estados Unidos mantiene desplegados a sus M151 como variantes FAV (del inglés: Fast Attack Vehicle) hasta 1999, incluso en lugares como Kosovo. Actualmente sirve en algunas unidades de las fuerzas especiales de EE. UU. como un vehículo de tipo FAV.[cita requerida]
Varios de los modelos de la serie M151 han prestado su servicio en el modo militar de forma exitosa en 15 países de la OTAN y algunos de los M151 han sido a muchos países aliados de Estados Unidos, entre ellos Canadá, Dinamarca, el Reino Unido; así como a sus aliados no-OTAN como Colombia, Egipto, Israel, Filipinas, México, Pakistán, Perú y Líbano, En la actualidad, el M151 es utilizado por más de 100 países de todo el mundo.

### El M-151 en Colombia
Debido a las restricciones impuestas por Venezuela en el intento frustrado de la modernización del parque blindado en Colombia se determinó acondicionar los lotes de M-151.
- Se dotó con cabina reforzada y puertas con blindaje de doble capa.

- Se adaptó el sistema TOW en la parte superior en algunos, en otros este sería reemplazado por ametralladoras M2, de calibre .50.

- Se cambió el sistema de refrigeración por HUDD-200i.

- En algunos modelos se eliminó la tracción 4x4 dejándolo sólo con tracción 2x4.